# Jeanne Crain
Jeanne Elizabeth Crain (ur. 25 maja 1925 w Barstow, zm. 14 grudnia 2003 w Santa Barbara) – amerykańska aktorka, nominowana do Oscara za rolę w filmie Pinky. Zagrała postać Heleny Kurcewiczówny we włosko-francusko-jugosłowiańskiej ekranizacji Ogniem i mieczem z 1962 roku.